# 新宿アイランドタワー
新宿アイランドタワー（しんじゅくアイランドタワー、Shinjuku i-Land Tower）は、東京都新宿区西新宿六丁目の新宿新都心の一角にある超高層ビル。住宅・都市整備公団（現・都市再生機構（ＵＲ））が施行した西新宿六丁目東地区第一種市街地再開発事業により平成7年に完成した。新宿アイランドタワーを中心に、職住一体型のコンドミニアム（サービスアパートメント）や店舗などが複合した区域を形成しており、全体では「新宿アイランド（Shinjuku i-Land）」と呼ばれる。第37回BCS賞受賞。

## 概要
東京都水道局新宿営業所跡地を中心に古い住宅が密集していた約2万9千平方メートルの土地を市街地再開発事業によって、都市基盤整備を図ろうとの計画が持ち上がり、 1989年に都市計画が決定。
住宅・都市整備公団（現在の都市再生機構（ＵＲ））が再開発方式での事業主体となり、1990年に着工し、1995年5月1日にグランドオープンした（プレオープンは同年2月）。総事業費は約2100億円。地下4階地上44階の新宿アイランドタワーを中心に、全体では「新宿アイランド」と呼称される。
タワー頂上部はドーム状になった、白を基調に（下層階はメタリックシルバー）青緑色のガラスが特徴のビルで、屋上に大きなヘリポートがある。
開業当初はオフィスビル不況の直撃を受け、テナントがつかず苦戦を強いられ、住都公団が都内の分散していた支社等を当ビルに集約するなどした。

## 施設・スポット
- タワー棟（西新宿6-5-1）
地下2-4階は駐車場、地下1階はレストラン・ショップ、1階はショップ・カフェ、2階はサービス・郵便局、3-43階はオフィス、44階はレストラン。

- 東棟…レジデンス・学校
1-2階はショップ・クリニック（住所は西新宿6-5-1）。3階以上は再開発前に居住していた地権者の居住棟（住所は西新宿6-5-2）。
新宿調理師専門学校（西新宿6-5-3）

- 西棟…ショップ（西新宿6-5-1）
タワー棟側は、階段状屋根で緑化されている。西側開口部に、隣接する東京医科大学病院の処方箋を主に調剤する薬局がある。

- 南棟…アクアプラザ＝ホール（西新宿6-5-1）
地下1階は地下通路と接続し、短期イベント用のアクアプラザがある。1階はレストラン、2階はホール。

- アイランドウイング（西新宿6-3-1）
オフィス。

- アトリウム（西新宿6-4-1）
地下1階は飲食店舗、1階はショップ・カフェ、2階は飲食店2店ほか。円形建物で、中央部の吹抜けにエスカレーターがある。地下通路との接続棟になっており、丸ノ内線西新宿駅からはまずこの建物に入る。

- アネックス棟（住居棟）地上6階（西新宿6-2-3）
通りを隔てて、新宿警察署の西側であり、アイランドの一部とは意識されない。
- アイランドパティオ（地下広場）
高さは地下1階に相当するが、掘込式の青空天井であり、4本の大きな欅の木がそびえる。テーブルセットは自由に使用できる。周囲にはいくつものレストランがある。ミニライブ、サッカーなどの国際試合の中継、映画上映などが無料で行われる。
- オベリスク
タワー前面に位置する高さ35mの塔。天文時計があり、9時・12時・18時に鐘が鳴る[10]。
- パブリック・アート
前庭・周囲の庭等には、新宿アイランド・パブリック・アート・プロジェクトとして、「星々の輝く天空と人々の愛に満ちた大地」をコレクション・コンセプトに位置づけ、日本人2人を含む10人のアーティストによる多数のパブリックアート等がある[11]。その1つであるロバート・インディアナ作の「LOVE」のオブジェ前で、「理想の結婚」や「GTO」、「天国に一番近い男」、「グッドニュース」、「ナオミ」、「電車男」など数多くのテレビドラマのロケが行われた。Vの文字とEの文字の間を、体が触れないように通過できたら恋が実るという都市伝説がある[12]。

## 主なテナント

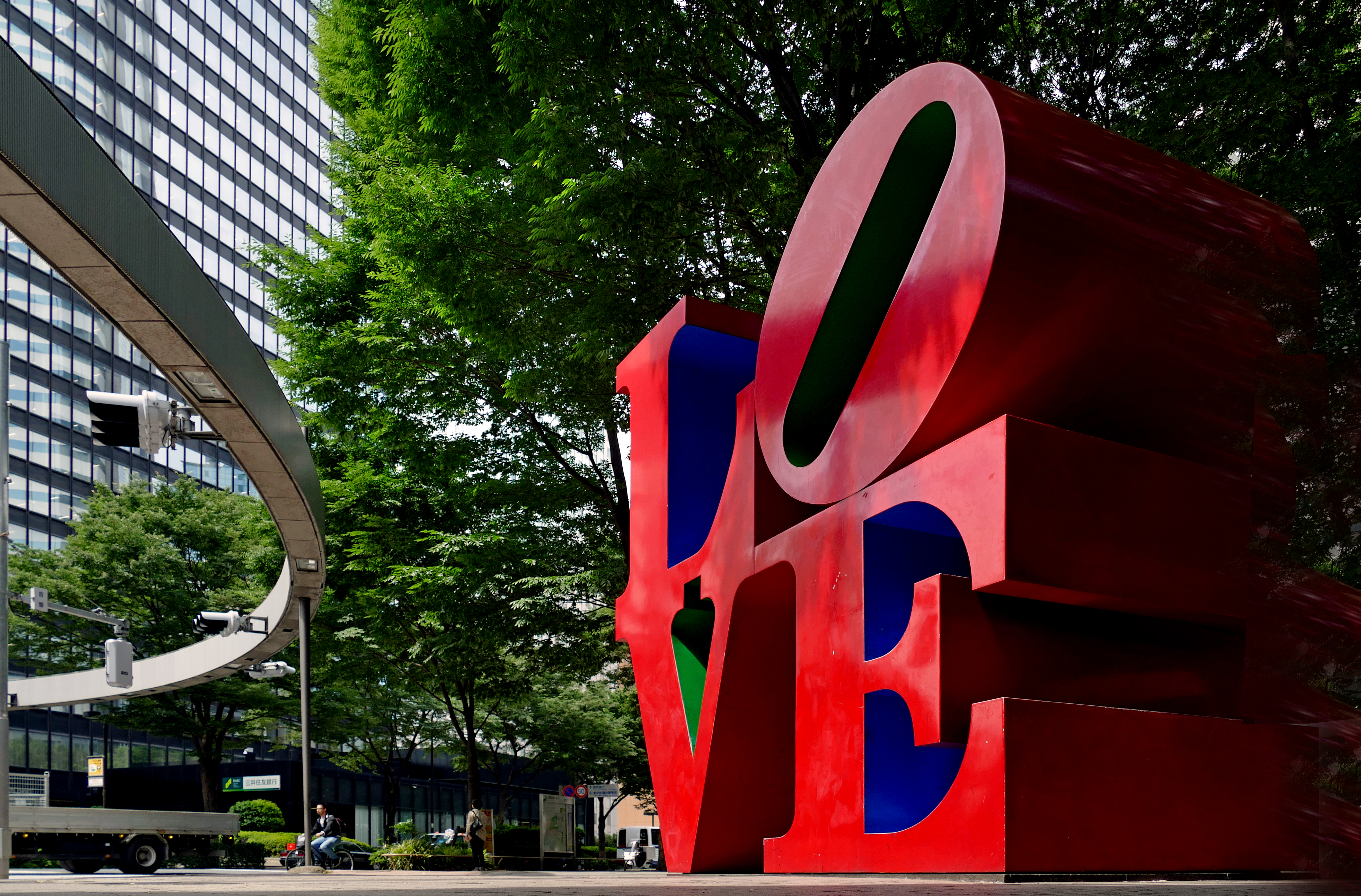
「LOVE」のオブジェ

商業施設を総称して「新宿アイランドイッツ」と呼称し、全体を合わせて約50店舗がある。店舗はウィキペディア日本語版に記事のあるもののみ掲載。

### タワー棟
オフィス
- 都市再生機構（ＵＲ）
  - 東日本都市再生本部
  - 東日本賃貸住宅本部
  - 首都圏ニュータウン本部
  - ＵＲ新宿営業センター

- 東京都水道局（一部部署）
- 日本マクドナルドホールディングス本社
  - 日本マクドナルド本社

- 木下グループ本社
  - キノフィルムズ本社
  - スペースクラフト本社

- 東京水道本社
- ニュースキンジャパン本社
- FJネクストホールディングス本社
- ブリストル・マイヤーズ スクイブ本社
- 日本設計本社・総合受付
- エン・ジャパン本社
- 東名本社

店舗
- エクセルシオール カフェ
- 大戸屋
- とんかつ和幸
- 新宿アイランド郵便局
- ファミリーマート

など

### その他
アイランドウイング
- クラブツーリズム本社
- 静岡銀行新宿支店・新宿ローンセンター（9階）

など
アイランドパティオ（地下広場）
- サンマルクカフェ

東棟店舗
- セブン-イレブン

など
アトリウム
- ドトールコーヒーショップ
- 一風堂
- カレーの王様
- 龍生堂薬局

など
南棟（アクアプラザ）
- 新宿ReNY - 新宿RUIDO K4が運営するライブハウス
- ロイヤルホスト
- 洋麺屋五右衛門

南棟地下1階「アクアプラザ」では短期のショールーム的な催しがある。
西棟
- アイン薬局

## 郵便番号
専用郵便番号「〒163-13××」（××は階数や専用番号）が設定されている。大部分の住所は西新宿6-5-1、6-4-1だが、区画整理で出来た建物のため、一部施設で住所が違うので郵便物を送る際は注意が必要（特にアイランドウイング・アイランドレジデンス・アイランドアネックスは上記の専用番号でなく、西新宿広範の郵便番号である「〒160-0023」となる。）。
- 例
- 新宿アイランド 〒163-13×× 西新宿6-5-1（一部6-4-1）
- 新宿アイランドウイング 〒160-0023 西新宿6-3-1
- アイランドレジデンス 〒160-0023 西新宿6-5-2
- アイランドアネックス 〒160-0023 西新宿6-2-3

## エレベーター
| - Sバンク（日立製） B1・1 - 2・36 - 44 - Hバンク（東芝製） B1・1 - 2・26 - 36 - Mバンク（フジテック製） B1・1 - 2・16 - 26 | - Lバンク（日本エレベーター製） B1・1 - 2・3 - 16 - 北側：B1・1 - 2・3 - 12 - 南側：B1・1 - 2・12 - 16 - 非常用バンク（A号機が東芝製、B号機がフジテック製） B4 - B1・1 - 44（A号機が2023年8月、B号機が2024年2月に更新済み。） |

## アクセス
- 新宿駅より徒歩10分
- 都営大江戸線都庁前駅徒歩4分
- 地下鉄丸ノ内線西新宿駅より徒歩0分